# 方家屯乡
方家屯乡，是中华人民共和国湖南省怀化市新晃侗族自治县下辖的一个乡镇级行政单位。

## 行政区划
方家屯乡下辖以下地区：
风火井村、坳背罗村、梅子坪村、大洞坪村、白岩湾村、何家田村、新民村、洞坡村、小洪溪村、马溪冲村、方家屯村、枫树屯村、胡家坝村、杨家桥村、大树湾村、石乌溪村和上寨村。